# Lake megye (Colorado)
Lake megye az Amerikai Egyesült Államokban, azon belül Colorado államban található. Megyeszékhelye és legnagyobb városa Leadville. Lakosainak száma 7436 fő (2020. április 1.). Lake megye Eagle, Chaffee, Park, Pitkin és Summit megyékkel határos.

## Népesség
A megye népességének változása:
| Lakosok száma | 7265 | 7378 | 7283 | 7306 | 7485 | 7436 |
|               | 2010 | 2011 | 2012 | 2013 | 2015 | 2020 |